# Vùng đất câm lặng
Vùng đất câm lặng (tên gốc tiếng Anh: A Quiet Place) là một bộ phim điện ảnh Mỹ thuộc thể loại kinh dị – khoa học viễn tưởng về đề tài hậu tận thế công chiếu vào năm 2018 do John Krasinski làm đạo diễn, đóng chính và đồng viết kịch bản với Bryan Woods và Scott Beck. Tác phẩm do hãng Platinum Dunes chịu trách nhiệm sản xuất, với sự tham gia diễn xuất của các diễn viên gồm Emily Blunt, Millicent Simmonds cùng Noah Jupe. Nội dung tác phẩm xoay quanh một gia đình phải nỗ lực sinh tồn trong một thế giới hậu tận thế, khi họ phải trốn né những sinh vật mù ngoài hành tinh có thính lực nhạy bén. Vùng đất câm lặng lấy cảm hứng từ nhiều tác phẩm điện ảnh khác như Alien, Không chốn dung thân và In the Bedroom.
Beck và Woods đã bắt đầu phát triển phần cốt truyện cho Vùng đất câm lặng từ những năm 2000, thời điểm họ còn là sinh viên đại học. Tháng 7 năm 2016, Krasinski đọc kịch bản nháp của hai người và đồng ý ngồi vào ghế đạo diễn, đồng thời viết lại phần kịch bản cho phim vào tháng 3 năm sau. Krasinski và Blunt nhận các vai chính vào tháng 5 năm 2017. Công tác sản xuất diễn ra từ tháng 5 đến tháng 11 năm 2017 thuộc quận Dutchess và Ulster ở phía bắc tiểu bang New York. Trong quá trình ghi hình, đoàn làm phim đã tránh không làm ồn nhằm giúp những tiếng động nhỏ trong phim có thể được ghi lại. Phần nhạc nền của tác phẩm do nhà soạn nhạc Marco Beltrami đảm nhiệm.
Vùng đất câm lặng có buổi ra mắt vào ngày 9 tháng 3 năm 2018 tại sự kiện South by Southwest và được hãng Paramount Pictures phát hành tại Hoa Kỳ vào ngày 6 tháng 4 năm 2018. Tác phẩm gặt hái thành công lớn về mặt thương mại khi thu về hơn 340 triệu USD toàn cầu, đồng thời nhận được nhiều lời khen ngợi cho màu sắc chủ đạo, khâu chỉ đạo của Krasinski, các màn diễn xuất cũng như cách sử dụng hiệu ứng âm thanh. Giới phê bình điện ảnh gọi tác phẩm là "một trải nghiệm đẹp đẽ và kinh hoàng". Bộ phim đã được Ủy ban Quốc gia về Phê bình Điện ảnh và Viện phim Mỹ bầu chọn là một trong mười tác phẩm điện ảnh hay nhất năm 2018.
Vùng đất câm lặng đã gặt hái được nhiều giải thưởng và đề cử, bao gồm Giải Quả cầu vàng cho Nhạc phim hay nhất, Giải thưởng của Hiệp hội sản xuất Hoa Kỳ cho Phim hay nhất, Giải thưởng của Hội Nhà văn Hoa Kỳ cho Kịch bản gốc xuất sắc nhất, Giải SAG cho Nữ diễn viên phụ xuất sắc nhất cho Blunt, và cô đã chiến thắng hạng mục này. Phim cũng được đề cử hạng mục Âm thanh hay nhất tại Giải BAFTA lần thứ 72 cũng như Biên tập âm hay nhất tại Giải Oscar lần thứ 91. Phần phim tiếp theo mang tựa đề Vùng đất câm lặng: Phần II, cũng do Krasinski đạo diễn, được công chiếu vào ngày 23 tháng 4 năm 2021, với sự trở lại của dàn diễn viên từ phần phim đầu. Hãng Paramount dự định sẽ phát hành bộ phim vào tháng 3 năm 2020, nhưng đã lùi lại đến tháng tháng 4 năm 2021 do những ảnh hưởng của đại dịch COVID-19.

## Nội dung
Vào năm 2020, hầu hết người và động vật trên Trái Đất đã bị xóa sổ bởi một chủng loại sinh vật ngoài hành tinh. Những sinh vật này tuy bị mù nhưng sở hữu thính giác cực kỳ nhạy bén và có làn da bọc thép không thể phá hủy. Gia đình Abbott – bao gồm vợ chồng Lee và Evelyn, cô con gái khiếm thính Regan cùng hai cậu con trai là Marcus và Beau – âm thầm nhặt những đồ dùng tiếp tế trong một thị trấn bị bỏ hoang. Để tránh tạo ra tiếng động, họ giao tiếp với nhau bằng ngôn ngữ ký hiệu Mỹ và đi chân trần. Cậu bé Beau bị một món đồ chơi hình tàu con thoi chạy bằng pin thu hút, nhưng Lee đã dẹp nó qua một bên vì lo sợ rằng nó sẽ gây ra tiếng ồn. Tuy nhiên, Regan lại đưa món đồ chơi cho Beau, sau đó cậu bé đã gắn pin vào và kích hoạt nó, khiến một sinh vật gần đó phát hiện và giết chết Beau trước khi Lee kịp cứu cậu.
Hơn một năm sau, Regan vẫn chưa nguôi ngoai cảm giác tội lỗi vì cái chết của em trai mình, Evelyn bước vào giai đoạn cuối của thai kỳ còn Lee thì cố gắng liên lạc với thế giới bên ngoài bằng radio. Lee nâng cấp ốc tai điện tử cho Regan để giúp cô bé khôi phục thính giác, song những thiết bị này lại tỏ ra không hiệu quả. Sau đó, Lee dẫn Marcus đến một thác nước để dạy cậu cách bắt cá, còn Regan thì đến thăm ngôi mộ của Beau. Lee nói với Marcus rằng các sinh vật không thể nghe thấy hai người vì tiếng ồn của thác nước đã át đi giọng nói của họ. Marcus thổ lộ rằng Regan luôn tự trách mình về cái chết của Beau, và cần Lee nói với cô bé rằng anh vẫn còn yêu thương cô.
Trong lúc Lee và Marcus trở về nhà, họ bắt gặp một ông già đứng bên xác chết của một bà già, có lẽ là vợ ông ta. Lee ra hiệu cho ông già im lặng, nhưng có lẽ vì quá đau khổ và sức chịu đựng đã đến giới hạn nên ông đã hét lên, làm một sinh vật gần đó phát hiện và giết chết ông. Trong khi đó, Evelyn đang ở nhà một mình và làm những việc lặt vặt. Sau đó, cơn chuyển dạ đột ngột ập đến buộc cô phải đi xuống tầng hầm rồi vô tình dẫm lên một cây đinh. Trong cơn đau, Evelyn làm rơi một khung hình thủy tinh xuống sàn khiến, một sinh vật gần đó nghe thấy và thu hút nó đi xuống tầng hầm. Evelyn liền bật công tắc khẩn cấp nhằm phát tín hiệu báo động cho những người khác và đành phải hạ sinh trong câm lặng. Khi về đến nông trại và nhìn thấy ánh đèn tín hiệu, Lee nhờ Marcus đốt pháo hoa để đánh lạc hướng bọn quái vật. Anh bước vào ngôi nhà và thấy Evelyn đang trốn trong phòng tắm cùng đứa con trai mới sinh. Cả ba cùng nhau đi đến tầng hầm cách âm, rồi Lee rời đi để tìm những đứa con và hứa với Evelyn rằng anh sẽ bảo vệ chúng. Evelyn sau đó ngủ thiếp đi, nhưng sớm tỉnh dậy và phát hiện ra nước đã tràn vào tầng hầm (từ một đường ống bị vỡ), đồng thời một sinh vật đã tìm được đường vào bên trong.
Regan trở lại nông trại, trú ẩn trên một silo chứa ngô cùng với Marcus rồi đốt lửa cho Lee biết trị trí của chúng. Tuy nhiên, chất lỏng nhẹ dùng để đốt lửa đã hết và ngọn lửa bị tắt trước khi Lee nhìn thấy nó. Sau đó, Marcus bước lên một cánh cửa và bỗng nhiên nó rơi vào bên trong silo, kéo theo cả cậu. Tiếng ồn của cánh cửa thu hút sinh vật đang ở trong tầng hầm và nó bắt đầu chuyển mục tiêu sang Marcus và Regan. Regan nhảy vào bên trong silo để cứu Marcus, nhưng cô bé lại suýt chết ngạt vì chìm xuống đống ngô. Marcus cứu cô bé đúng lúc con quái vật xông vào silo, rồi ốc tai của Regan bỗng phát ra âm thanh tần số cao khiến nó chạy mất. Hai đứa trẻ thoát ra khỏi silo và đoàn tụ với bố chúng. Sinh vật quay trở lại, tấn công và làm Lee bị thương trong lúc Marcus và Regan trốn trong một chiếc xe bán tải. Khi thấy bố mình bị tấn công, Marcus đã hét lên một cách bốc đồng, làm con quái vật để ý đến chiếc xe và tấn công hai đứa trẻ. Do âm thanh khó chịu của ốc tai điện tử nên Regan đã tắt nó đi mà không biết rằng nó có thể làm sinh vật phát điên. Lee dùng ký hiệu nói với Regan rằng anh vẫn luôn yêu cô bé trước khi hét lên để sinh vật thay đổi mục tiêu sang chính mình. Sinh vật, sau khi nghe tiếng hét, đã lao đến chỗ Lee rồi kết liễu anh. Regan và Marcus trốn thoát bằng cách lái chiếc xe bán tải xuống ngọn đồi và đoàn tụ với Evelyn cùng đứa em mới sinh.
Bốn người cùng nhau chạy xuống tầng hầm ngôi nhà và đau buồn vì sự hi sinh của Lee. Khi sinh vật quay lại, Regan phát hiện ra âm thanh do ốc tai phát ra có thể làm nó đau đớn nên cô bé đã bật lại ốc tai và đặt nó vào micrô gần đó nhằm khuếch đại âm thanh. Do tiếng ồn của ốc tai, sinh vật đã để lộ ra da thịt bên trong cái đầu bọc thép, tạo điều kiện cho Evelyn bắn chết nó bằng một khẩu shotgun. Evelyn và Regan nhìn vào màn hình camera quan sát và thấy hai sinh vật đang chạy đến ngôi nhà do chúng đã nghe thấy tiếng súng. Vì đã biết được điểm yếu của các sinh vật, mọi người đều thủ sẵn vũ khí và sẵn sàng tiêu diệt chúng.

## Diễn viên
- John Krasinski vai Lee Abbott: Kỹ sư, chồng của Evelyn và cha của Regan, Marcus, Beau và bé Abbott. Krasinski miêu tả nhân vật của anh là một người sống sót cố gắng bảo vệ gia đình ngày qua ngày.[9] Anh cũng là chồng ngoài đời của Emily Blunt. Krasinski cũng đảm nhiệm khâu chuyển động cho các sinh vật ngoài hành tinh.[10]
- Emily Blunt vai Evelyn Abbott: Vợ của Lee và mẹ của bốn đứa trẻ. Đạo diễn Krasinski miêu tả nhân vật của Blunt "mong muốn con mình trở thành "những người hoàn thiện, chín chắn".
- Millicent Simmonds vai Regan Abbott: Cô con gái khiếm thính của Lee và Evelyn, chị của Marcus và Beau. Krasinski cho biết anh muốn tìm kiếm một nữ diễn viên khiếm thính "vì nhiều lí do; tôi không muốn một nữ diễn viên phải giả điếc. Quan trọng hơn, một nữ diễn viên khiếm thính sẽ giúp tôi có thêm kiến thức và hiểu biết hơn gấp mười lần. Tôi muốn ai đó có thể đáp ứng được điều đó và dạy tôi ngay trên trường quay."[9]
- Noah Jupe vai Marcus Abbott: Con trai của Lee và Evelyn, em trai của Regan và là anh của Beau. Krasinski để ý đến Jupe lần đầu qua loạt phim ngắn năm 2016 The Night Manager và sau này đã xem buổi chiếu sớm của bộ phim 2017 Suburbicon để đánh giá diễn xuất của cậu.[9]
- Cade Woodward vai Beau Abbott: Cậu con trai nhỏ nhất của Lee và Evelyn, người bị giết bởi sinh vật ngoài hành tinh sau khi bật tàu con thoi đồ chơi của mình.
- Ezekiel và Evangelina Cavoli vai em bé Abbott mới sinh.
- Leon Russom vai ông lão trong khu rừng.
- Rhoda Pell vai người vợ đã chết của ông lão.[11]

## Sản xuất

### Phát triển

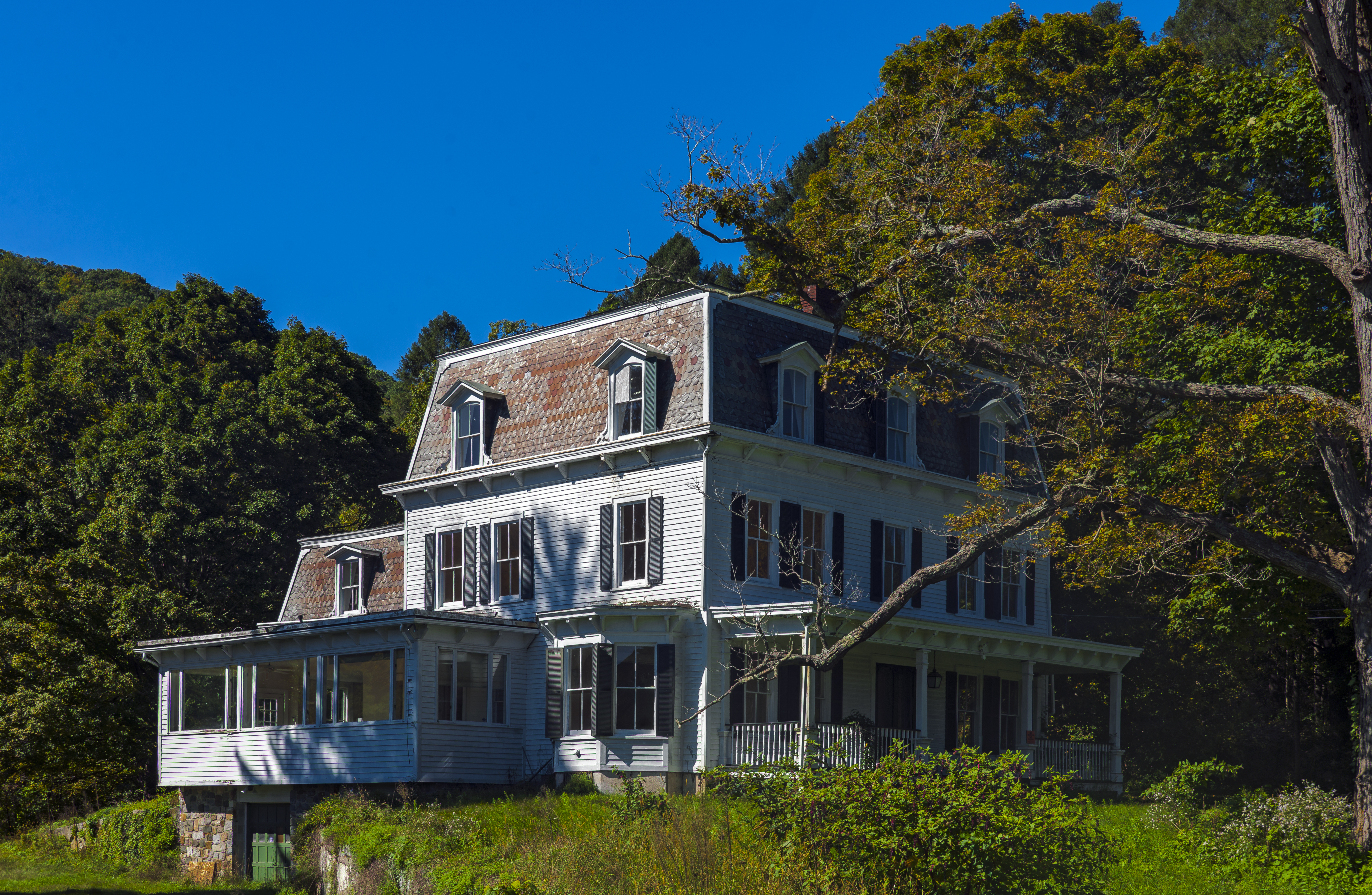
Căn nhà được sử dụng làm bối cảnh chính của phim

Vùng đất câm lặng là tác phẩm do công ty điện ảnh Platinum Dunes sản xuất với kinh phí 17 triệu USD. Đạo diễn John Krasinski đảm nhiệm khâu kịch bản cùng với bộ đôi Scott Beck và Bryan Woods. Beck và Woods lớn lên cùng nhau ở bang Iowa và đã xem nhiều bộ phim câm trong thời gian học đại học. Đây chính là tiền đề để cả hai người bắt tay vào quá trình xây dựng cốt truyện của phim. Nhờ trải nghiệm sống tại các trang trại miền quê suốt thời thơ ấu, cả hai quyết định lấy hình ảnh trang trại làm bối cảnh cho bộ phim, bao gồm một silô thóc mà hồi bé họ thường được dặn là nơi nguy hiểm.
Beck và Woods bắt đầu thực hiện phần kịch bản cho Vùng đất câm lặng từ tháng 1 năm 2016, còn Krasinski tiếp nhận và đọc bản thảo ban đầu vào tháng 7 cùng năm. Anh cảm thấy bị cuốn hút bởi ý tưởng về sự bảo bọc của cha mẹ đối với con cái, đặc biệt là sau khi đứa con thứ hai giữa anh và nữ diễn viên Emily Blunt vừa mới chào đời. Chính Blunt cũng khích lệ anh tham gia đạo diễn bộ phim này. Đến tháng 3 năm 2017, hãng Paramount đã mua lại phần kịch bản của Beck và Wood, đồng thời mời Krasinski tham gia chỉnh sửa bản thảo và đạo diễn bộ phim. Đây là tác phẩm điện ảnh thứ ba Krasinski tham gia với vai trò đạo diễn và là bộ phim đầu tiên anh hợp tác cùng một hãng phim lớn.

### Tuyển vai
Ban đầu, John Krasinski và Emily Blunt đều không nghĩ đến việc chính Blunt sẽ đảm nhiệm vai nữ chính trong phim. Blunt cho biết mình không hứng thú với thể loại kinh dị và đề nghị tuyển những diễn viên khác tham gia vào vai diễn này. Tuy nhiên sau khi đọc phần kịch bản trong một chuyến bay, cô liền nói với chồng rằng "Em phải đóng phim này". John đồng ý, thế là cả hai đều được chọn vào vai chính. "Tôi hoàn toàn trung thực khi nói với bạn rằng, trong khoảnh khắc ấy – khi người phụ nữ mà tôi ngưỡng mộ và tôn trọng nhất đồng ý đóng bộ phim này với tôi – thì nó là lời khen tuyệt vời nhất trong sự nghiệp của mình", John viết.
Sau đó, Krasinski tìm kiếm một nữ diễn viên bị điếc thật để đóng nhân vật Regan, và Millicent Simmonds đã được lựa chọn để sắm vai diễn này. Simmonds cho biết, "Khi tôi đọc kịch bản của Vùng đất câm lặng, ngay lập tức tôi đã muốn trở thành một phần của tác phẩm. Đó là một câu chuyện độc đáo và tôi yêu Regan, nhân vật của mình. Cô ấy rất phức tạp và cũng thật đa cảm. Tôi đã không biết liệu ai đó có thể thủ vai nhân vật của tôi hay không vì tôi cảm thấy rất nhiều người không hiểu cảm giác bị điếc là như thế nào. Tôi luôn ngạc nhiên khi mọi người không biết cách tiếp cận tôi. Tôi nghĩ điều đó làm tôi lo lắng. Nhưng John Krasinski, Emily Blunt và Noah Jupe – những bạn diễn của tôi – thật tuyệt vời. John là một đạo diễn tuyệt vời, anh luôn luôn quan tâm đến quan điểm của tôi về cách mà Regan sẽ hành xử trong thế giới đó..."
Diễn viên cuối cùng của bộ phim là Noah Jupe, được chọn vào vai người con trai cả sau khi Krasinski xem hai bộ phim có sự tham gia của cậu. "Về Noah, tôi đã để ý đến cậu ấy trong The Night Manager. Và tôi đã nói chuyện với đạo diễn George Clooney về Suburbicon, [Jupe] vào vai cậu bé trong phim, vậy nên tôi có cơ hội được xem một buổi chiếu thử của bộ phim ấy để có thể nắm bắt được công việc của cậu bé. Có một sự khác biệt lớn giữa một đứa trẻ hành động giống như đang bị cưỡng ép và một đứa trẻ sống chung với nó. Và Noah thực sự rất tuyệt vời, bạn sẽ nghĩ như thế. Cả hai diễn viên nhí này [Noah Jupe và Millicent Simmonds] đều cảm thấy rằng họ thực sự đã ở đó."

### Quay phim

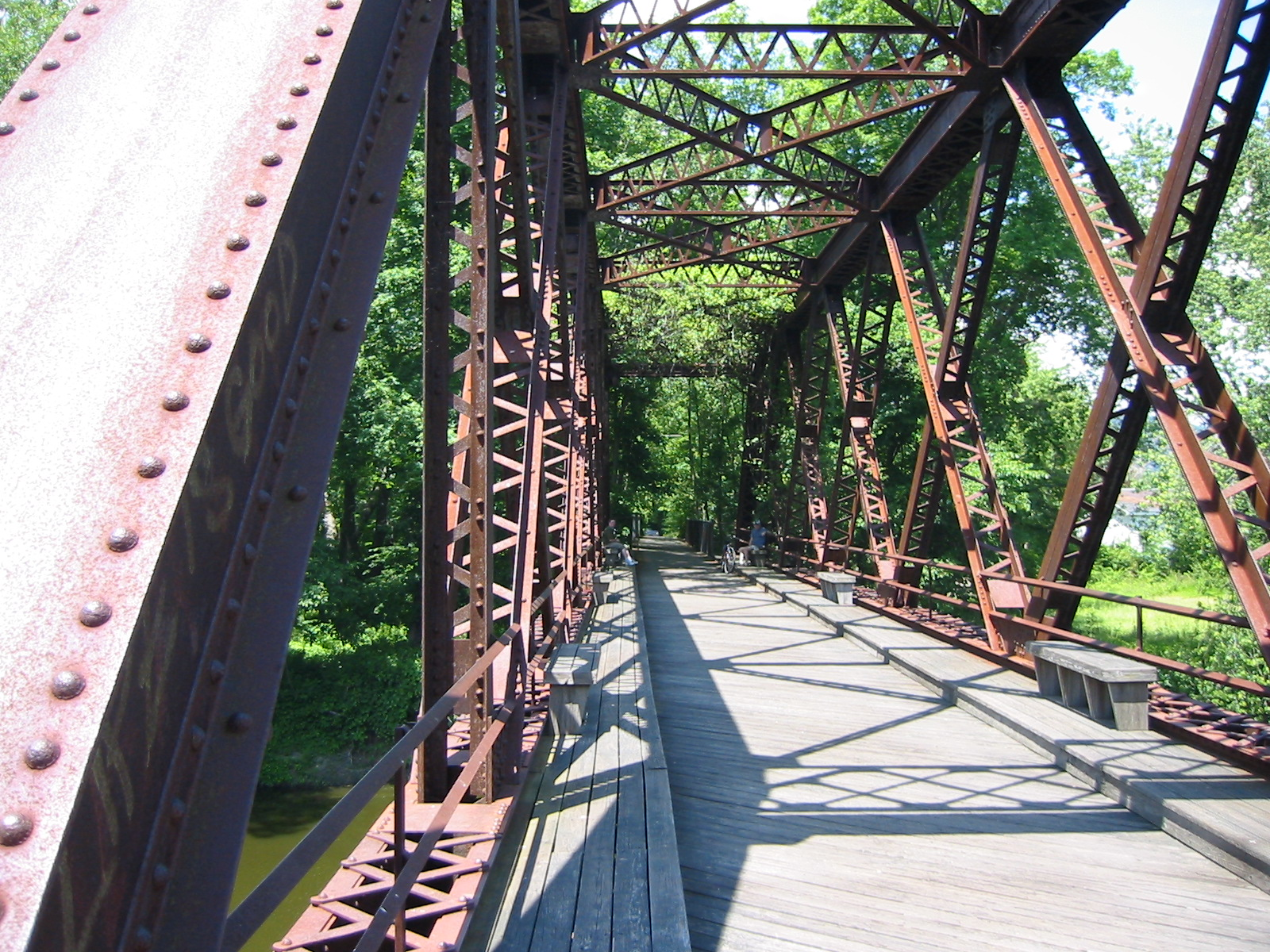
Cầu Springtown Truss trên Đường mòn Thung lũng Wallkill, được dùng làm cảnh quay trong phim

Công tác sản xuất diễn ra từ tháng 5 đến tháng 11 năm 2017 thuộc quận Dutchess và Ulster ở phía bắc tiểu bang New York, và việc ghi hình được thực hiện trong 36 ngày không liên tục. Các nhà làm phim sử dụng kinh phí để mua đồ địa phương, bao gồm 20 tấn ngô từ các nông dân địa phương. Một số cảnh được quay tại phim trường ở thị trấn Pawling tại Quận Dutchess, ngoài ra còn có cảnh quay trực tiếp tại thành phố Beacon của quận này. Việc ghi hình phim cũng diễn ra ở Đường mòn xe lửa Thung lũng Wallkill tại New Paltz, Quận Ulster, trên cầu Springtown Truss. Ngoài Quận Dutchess và Ulster, bộ phim cũng được quay tại Phố chính của thành phố Little Falls thuộc Quận Herkimer, New York.

### Âm thanh
Trong quá trình ghi hình, đoàn làm phim đã tránh không làm ồn, nhằm giúp những tiếng động nhỏ trong phim – như tiếng lăn xúc xắc trên bàn – có thể được ghi lại; các âm thanh này trong quá trình hậu kỳ sẽ được làm khuếch đại. Phần nhạc nền cũng được thêm vào vì Krasinski muốn khán giả cảm thấy quen thuộc với bộ phim, thay vì có cảm giác rằng nó là một phần của cuộc "thí nghiệm câm lặng."
Hai nhà biên tập giám sát âm thanh Erik Aadahl và Ethan Van der Ryn cũng cộng tác trong dự án Vùng đất câm lặng. Với những cảnh từ góc nhìn của người con gái bị điếc, âm thanh được loại bỏ hoàn toàn để tập trung vào cảnh vật. Họ cũng khuyên rằng nên thêm những cảnh quay thể hiện góc nhìn của những sinh vật ngoài hành tinh, ví dụ như phân đoạn chúng để ý đến tiếng động, sau đó cho thấy thứ đã tạo ra âm thanh đó. Nhà soạn nhạc Marco Beltrami đã sáng tác ra những bản nhạc giúp không gây trở ngại cho phần thiết kế âm thanh xuyên suốt tác phẩm.
Trong Vùng đất câm lặng, những quái vật mù giao tiếp với nhau bằng âm thanh lách cách. Aadahl và Van der Ryn cho biết họ lấy cảm hứng từ khả năng định vị bằng tiếng vang ở động vật, ví dụ như ở loài dơi. Ở nhiều bộ phim khác, biên tập viên âm thanh thường tránh việc đưa tiếng vang vào phim, nhưng trong tác phẩm này, tiếng vang được hòa vào mạch phim ở một âm lượng vừa phải để tránh làm phiền khán giả.

### Ngôn ngữ ký hiệu
Do các nhân vật giao tiếp bằng ngôn ngữ ký hiệu Mỹ (ASL) để tránh gây tiếng động, nên các nhà làm phim đã mời nhà cố vấn khiếm thính Douglas Ridloff giảng dạy về ASL cho các diễn viên, cũng như chỉnh sửa các lỗi sai. Đội ngũ cũng mời một phiên dịch viên ASL cho nữ diễn viên khiếm thính Simmonds để phiên dịch qua lại ngôn ngữ nói và ký hiệu ngay trên trường quay. Simmonds học ASL từ bé và dạy ngôn ngữ này cho những bạn diễn của cô. Cô nói, "Trong bộ phim, chúng tôi đã sử dụng ký hiệu này nhiều năm trời. Nên mọi thứ phải trông thật nhuần nhuyễn". Cô nhận xét cách sử dụng ngôn ngữ ký hiệu của mỗi nhân vật phản ánh tính cách của chính chủ thể: người cha có ký hiệu nhanh và ngắn cho thấy bản năng sinh tồn của mình, còn người mẹ có ký hiệu biểu cảm hơn như muốn những đứa con trải nghiệm nhiều hơn là chỉ sinh tồn. Krasinski nhận xét rằng nhân vật của Simmonds sử dụng "ký hiệu rất chống đối, giống như một thiếu niên ngang ngạnh".
Simmonds nói cô muốn người con gái phản ứng dữ dội hơn thay vì khúm núm trước cha cô trong phân đoạn tranh cãi. Cô cũng nói kịch bản ban đầu sẽ để cho người cha dùng ký hiệu "Bố yêu con" với con gái vào cuối phim, nhưng cô đề nghị sửa lại thành "Bố vẫn luôn yêu con" nhằm bù đắp cho trận cãi nhau trước đó giữa hai người. Nhà sản xuất Andrew Form và Bradley Fuller cho biết ban đầu họ định không để phụ đề cho những đoạn hội thoại bằng ký hiệu mà thay vào đó là "gợi ý ngữ cảnh", nhưng rồi họ nhận ra cần có phụ đề ở phân cảnh mà người con gái và cha cô tranh cãi về việc chỉnh sửa chiếc máy trợ thính. Sau đó họ thêm phụ đề cho tất cả đoạn hội thoại sử dụng ngôn ngữ kí hiệu trong phim.

### Thiết kế sinh vật
Nhà thiết kế sản xuất Jeffrey Beecroft đảm nhiệm vai trò chỉ đạo thiết kế những con quái vật trong phim, và Industrial Light & Magic, đứng đầu bởi giám sát hiệu ứng hình ảnh Scott Farrar, thực hiện quá trình tạo ra chúng. Đạo diễn Krasinski muốn có một loài sinh vật đã tiến hóa tới mức không cần đến đôi mắt, và trông "na ná con người". Farrar nói hình mẫu ban đầu của những sinh vật cho thấy chúng có chiếc sừng giống tê giác ở trên mặt, nhưng sau đó đã được chỉnh sửa lại. Tạp chí Vanity Fair cho biết, "Đội ngũ làm phim ngay lập tức tìm kiếm các nguồn tham khảo; cá thời tiền sử, rắn đen và dơi, đặc biệt là cách chúng di chuyển. Họ cũng lấy cảm hứng từ người đầm lầy: những thi thể bị chôn vùi trong than bùn, làm đen da và mang một vẻ nhăn nheo, da dẻ." Ngoài ra, Krasinski cũng chịu trách nhiệm phần ghi hình chuyển động cho các sinh vật này.

### Âm nhạc
Phần nhạc nền của Vùng đất câm lặng do Marco Beltrami thực hiện và được hãng thu âm Milan Records phát hành vào ngày 23 tháng 3 năm 2018. Ban đầu, do kinh phí giới hạn nên phần nhạc nền bị rút ngắn thời gian thực hiện. "Do kinh phí, tôi không có dàn nhạc đầy đủ để thực hiện bản nhạc. Tuy nhiên, tôi không cần nó vì bộ phim thực sự tạo cảm giác gần gũi", Beltrami trả lời tờ The Hollywood Reporter. "Tất cả những gì tôi cần là dây đàn và piano. Tôi đã điều chỉnh các phím đen của piano để làm cho nó hơi lệch. Đối với âm thanh của những sinh vật, tôi lấy dây đàn và trống để tạo ra nó".
"John đã chơi bài hát đó giúp tôi, và điều đó đã báo hiệu rằng nó đã trở thành một bản nhạc 'đích thực'", Beltrami nói. "Đối với John, đây không phải là một bộ phim kinh dị. Nó là bộ phim đầu tiên và quan trọng nhất về gia đình. Chủ đề gia đình là những gì tôi gửi gắm cho John. Tôi đã khéo léo cài cắm nó vào phụ bản phim, và anh ấy đã đáp ứng nó. Đây là khởi đầu cho một quãng thời gian dài tôi bước trên con đường âm nhạc". Ngoài ra, một bản nhạc rock có tên Harvest Moon do Neil Young sáng tác cũng được cho vào bộ phim, trong phân đoạn Lee và Evelyn khiêu vũ và nghe nó qua tai nghe.
| A Quiet Place (Original Motion Picture Soundtrack) | A Quiet Place (Original Motion Picture Soundtrack) | A Quiet Place (Original Motion Picture Soundtrack) | A Quiet Place (Original Motion Picture Soundtrack) |
| STT                                                | Nhan đề                                            | Sáng tác                                           | Thời lượng                                         |
| -------------------------------------------------- | -------------------------------------------------- | -------------------------------------------------- | -------------------------------------------------- |
| 1.                                                 | "It Hears You"                                     | Marco Beltrami                                     | 4:29                                               |
| 2.                                                 | "A Quiet Family"                                   | Marco Beltrami                                     | 1:59                                               |
| 3.                                                 | "Children of the Corn"                             | Marco Beltrami                                     | 1:25                                               |
| 4.                                                 | "A Quiet Life"                                     | Marco Beltrami                                     | 2:59                                               |
| 5.                                                 | "The Dinner Table"                                 | Marco Beltrami                                     | 1:47                                               |
| 6.                                                 | "Something on the Roof"                            | Marco Beltrami                                     | 2:14                                               |
| 7.                                                 | "Babyproofing / Bonfire"                           | Marco Beltrami                                     | 2:56                                               |
| 8.                                                 | "Old Man"                                          | Marco Beltrami                                     | 3:10                                               |
| 9.                                                 | "Labor Intensive"                                  | Marco Beltrami                                     | 8:13                                               |
| 10.                                                | "Kids Bonfire"                                     | Marco Beltrami                                     | 1:36                                               |
| 11.                                                | "Water in the Basement"                            | Marco Beltrami                                     | 3:24                                               |
| 12.                                                | "Silo Attack"                                      | Marco Beltrami                                     | 1:47                                               |
| 13.                                                | "A Quiet Moment"                                   | Marco Beltrami                                     | 1:13                                               |
| 14.                                                | "Rising Pulse"                                     | Marco Beltrami                                     | 4:14                                               |
| 15.                                                | "All Together Now"                                 | Marco Beltrami                                     | 5:24                                               |
| 16.                                                | "Positive Feedback"                                | Marco Beltrami                                     | 1:29                                               |

## Phát hành

### Quảng bá
Paramount Pictures cho ra mắt trailer đầu tiên của Vùng đất câm lặng vào tháng 11 năm 2017. Hãng phim cũng cho chiếu một quảng cáo dài 30 giây của bộ phim trong trận chung kết giải bóng bầu dục Mỹ Super Bowl LII ngày 4 tháng 2 năm 2018. Trong số bảy trailer được chiếu trong trận playoff, Vùng đất câm lặng và Điệp vụ Chim sẻ đỏ được chiếu trước trận đấu và có số lượt xem và bàn luận trên mạng xã hội thấp nhất. Trailer của Vùng đất câm lặng có 149.000 lượt xem trên YouTube, 275.000 lượt xem trên Facebook, và 2.900 cuộc bàn luận. Vào ngày 12 tháng 2 năm 2018, Krasinski đã xuất hiện trên chương trình The Ellen DeGeneres Show để giới thiệu đoạn trailer đầy đủ của tác phẩm. Báo chí khá im lặng khi trailer của phim được phát hành cho đến khi Vùng đất câm lặng được công bố sẽ là bộ phim mở màn tại Liên hoan South by Southwest. Một phiên bản ngắn của trailer được giới thiệu vào giữa tháng 3 năm 2018, đúng vào thời điểm bộ phim đang gây xôn xao trong giới phê bình tại SXSW. Được biết, Paramount Pictures đã chi khoảng 86 triệu đô la cho việc quảng bá và in ấn bộ phim.

### Ra mắt
Vùng đất câm lặng ra mắt với vai trò là phim mở màn tại đêm liên hoan phim South by Southwest vào ngày 9 tháng 3 năm 2018. Bộ phim được chọn từ 2.548 ứng cử viên, và nhận được sự tán thưởng nồng nhiệt của giới phê bình, theo IndieWire. Sau khi công chiếu, bộ phim bắt đầu nổi lên trên mạng xã hội với gần 52 triệu lượt xem trên khắp các nền tảng, vượt qua Trốn thoát (2017) với 46,9 triệu lượt xem.
Vùng đất câm lặng ra rạp vào tuần lễ đầu tiên của tháng 4 năm 2018 ở nhiều vùng lãnh thổ, bao gồm cả Bắc Mỹ. Paramount Pictures đã phát hành bộ phim ở 3.508 rạp chiếu phim tại Mỹ và Canada vào ngày 6 tháng 4 năm 2018, cùng với Blockers, Chappaquiddick, và The Miracle Season.  Trong khi đó, tác phẩm bắt đầu được công chiếu tại các cụm rạp ở Việt Nam vào ngày 20 tháng 4. Ở một số khu vực khác, bao gồm Trung Quốc, bộ phim được phát hành trong tháng 5 năm 2018.

### Phương tiện tại gia
Vùng đất câm lặng được phát hành dưới định dạng kỹ thuật số ngày 26 tháng 6 năm 2018, trên Ultra HD Blu-ray, Blu-ray và DVD vào ngày 10 tháng 7 năm 2018. Paramount Pictures đã phát hành một phiên bản Steelbook, bao gồm DVD, Blu-Ray và Digital ở định dạng 4K vào ngày 10 tháng 3 năm 2020.

## Đón nhận

### Doanh thu phòng vé

#### Dự đoán doanh thu
Trong bản báo cáo đăng tải ngày 14 tháng 3, The Tracking Board cho biết, "Những phản hồi tích cực từ sự kiện SXSW cộng với việc là tác phẩm độc đáo nhất trên thị trường sẽ giúp bộ phim đứng vững trước những đối thủ cạnh tranh có kinh phí lớn." Vào ngày 15 tháng 3, Deadline Hollywood cho biết bộ phim dự kiến sẽ thu về 20 triệu USD trong dịp cuối tuần ra mắt. Ngày 27 tháng 3, Variety dự đoán tác phẩm sẽ có doanh thu mở màn trong khoảng từ 16 đến 30 triệu USD và sẽ đạt ít nhất 20 triệu USD vào tuần phát hành.
Ngày 9 tháng 2 năm 2018, Boxoffice Pro dự đoán Vùng đất câm lặng sẽ đạt doanh thu 17 triệu USD trong dịp cuối tuần ra mắt, với tổng doanh thu tại Mỹ rơi vào khoảng 60 triệu USD. Đến ngày 30 tháng 3, tạp chí này nâng ước tính con số thu về trong dịp cuối tuần mở màn lên 27,5 triệu USD và tổng doanh thu tại Mỹ là 85 triệu USD. Tạp chí nhận xét trailer của bộ phim nhận được nhiều phản hồi tích cực từ các mạng xã hội trực tuyến, đồng thời còn được chiếu quảng cáo kèm trong các suất chiếu của Star Wars: Jedi cuối cùng. Boxoffice Pro viết, "Thể loại kinh dị thường đem lại thành công về mặt phòng vé tốt hơn dự kiến trong những năm gần đây, và điều đó đã thúc đẩy tiềm năng thành công của bộ phim này", đồng thời cho biết Vùng đất câm lặng sẽ phải cạnh tranh với một bộ phim kinh dị khác là Truth or Dare: Chơi hay chết?, sẽ được phát hành vào cuối tuần sau. Nhân viên tạp chí cũng đưa ra những so sánh giữa Vùng đất câm lặng với những bộ phim năm 2016 như Căn hầm và Sát nhân trong bóng tối.

#### Doanh thu phòng vé
Bộ phim đạt được doanh thu 188 triệu USD tại thị trường Bắc Mỹ và 152,7 triệu USD tại thị trường quốc tế, với tổng doanh thu toàn thế giới là 340,7 triệu USD. Deadline Hollywood sau khi trừ đi tất cả các khoảng chi phí sản xuất và quảng cáo, đã ước tính lợi nhuận ròng của bộ phim là 93 triệu USD.
Tại Mỹ và Canada, bộ phim thu về 19 triệu USD trong ngày đầu tiên (bao gồm 4,3 triệu USD từ buổi chiếu sớm thứ Năm ở 2.750 rạp), tăng ước tính doanh thu cuối tuần lên 47 triệu USD. Không giống như nhiều bộ phim kinh dị khác thường thu lớn vào thứ sáu rồi tụt xuống vào những ngày còn lại, Vùng đất câm lặng thu về 19,1 triệu USD vào ngày thứ bảy. Cuối cùng, trong dịp cuối tuần ra mắt bộ phim thu về 50,2 triệu USD, dẫn đầu về phòng vé và cũng là con số mở màn lớn nhất cho một bộ phim của hãng Paramount kể từ Star Trek: Không giới hạn năm 2016. Bộ phim thu về 32,9 triệu đô trong dịp cuối tuần thứ hai, giảm 34% (thấp hơn mức 50% thường thấy của các phim kinh dị) và đứng thứ hai phòng vé, sau bộ phim mới được khởi chiếu Siêu thú cuồng nộ (35,7 triệu USD). Mức giảm này mức thấp thứ hai cho một bộ phim kinh dị, chỉ đứng sau Chú hề ma quái. Bộ phim lấy lại vị trí dẫn đầu vào dịp cuối tuần thứ ba, đạt 20,9 triệu USD (giảm 36%), nhưng lại tụt xuống hạng hai ở dịp cuối tuần tiếp theo, xếp sau Avengers: Cuộc chiến vô cực với doanh thu là 10,7 triệu USD.
Qua hai dịp cuối tuần đầu tiên ở thị trường quốc tế, bộ phim thu về 51,7 triệu USD, trong đó những nước đạt doanh thu cao nhất là Anh (9,2 triệu USD), Mexico (5,1 triệu USD), Úc (4,6 triệu USD), Brazil (3,9 triệu USD), Indonesia (3,4 triệu USD), Philippines (2,7 triệu USD) và Đài Loan (1,9 triệu USD). Vùng đất câm lặng cũng mở màn với 2,2 triệu USD thu về tại Nga, mức lớn nhất cho một bộ phim kinh dị hãng Paramount ở nước này. Trong tuần lễ thứ ba, bộ phim giảm 35% xuống còn 15 triệu USD tại 57 quốc gia và vùng lãnh thổ. Trong tuần lễ thứ tư tại thị trường quốc tế, bộ phim thu về 6,6 triệu USD. Đến ngày 20 tháng 5, những thị trường lớn nhất của Vùng đất câm lặng là Anh (16,3 triệu USD), Úc (9,3 triệu USD), Mexico (7,5 triệu USD) và Brazil (6,9 triệu USD). Bộ phim được phát hành tại Trung Quốc đại lục ngày 18 tháng 5 và thu về 17,7 triệu USD từ 8.731 rạp chiếu phim trong tuần lễ đầu tiên. Đến ngày tháng 8 năm 2018, khi bộ phim đã ngừng chiếu tại hầu hết các quốc gia, những nước thu về nhiều nhất là Trung Quốc (34,4 triệu USD), Anh (16,9 triệu USD), Úc (9,6 triệu USD) và Mexico (7,6 triệu USD).

### Đánh giá chuyên môn
Trên hệ thống tổng hợp đánh giá Rotten Tomatoes, bộ phim nhận được "chứng nhận tươi" 96% dựa trên 378 bài đánh giá, với điểm số trung bình là 8,20/10. Trang web đưa ra đánh giá chung rằng, "Vùng đất câm lặng đã chơi đùa với nỗi sợ hãi một cách đầy nghệ thuật, là một bộ phim quái vật hết sức thông minh vừa đậm tính nguyên bản vừa gieo rắc sự kinh hãi – đồng thời cũng khẳng định đạo diễn John Krasinski là một tài năng đang lên." Trên Metacritic, bộ phim có điểm trung bình là 82 trên 100, dựa trên 55 nhà phê bình. Khán giả được khảo sát bởi CinemaScore chấm điểm "B+" cho bộ phim trên thang điểm từ A+ đến F, trong khi PostTrak báo cáo rằng người xem cho bộ phim điểm tổng thể là 81% và 63% "khuyến nghị nên xem".
Khi viết cho tờ Rolling Stone, cây bút Peter Travers đánh giá bộ phim 3,5/4 điểm và nói rằng, "Câu hỏi mà Krasinski đã trả lời được chính là, điều gì tạo nên một gia đình và chúng ta cần phải làm gì để bảo vệ nó? 'Chúng ta là ai', người mẹ hỏi, 'nếu chúng ta không thể bảo vệ chính con mình?' Câu trả lời được tìm thấy với chiều sâu và cảm xúc chân thật, cho thấy câu trả lời rằng nhà chính là gia đình. Bộ phim kinh dị này sẽ đốt cháy từng dây thần kinh của bạn." John DeFore của The Hollywood Reporter mô tả Vùng đất câm lặng là một "bộ phim kinh dị đáng sợ với một cái tâm ấm áp" và nói, "Bạn có lẽ phải quay về năm 2011 với Take Shelter của Jeff Nichols để tìm thấy một bộ phim dùng sự kỳ ảo để truyền tải nỗi sợ và trách nhiệm của bậc cha mẹ tốt như thế này". Owen Gleiberman của tạp chí Variety nhận xét, "Vùng đất câm lặng là một bài tập không theo khuôn cách, mượt mà và hoàn thiện, với những khoảnh khắc sống động, đáng sợ, tuy rằng bộ phim hơi quá đà với những giả thiết ở tiền đề". Michael Phillips của tờ Chicago Tribune cho bộ phim 2,5/4 điểm và viết, "Khoảng khắc yêu thích của tôi, cuộc đụng độ giữa Regan và một con quái vật ở đồng ngô, sử dụng âm thanh và hình ảnh đầy sáng tạo để tạo nên sự căng thẳng. Nhưng những phần khác thì trơ trẽn hơn...Tôi không biết có nên gọi Vùng đất câm lặng là một bộ phim thú vị hay không; nó gây nhàm chán hơn là hứng thú."
Tiểu thuyết gia kinh dị Stephen King ca ngợi bộ phim trong một tweet và nói rằng, "Vùng đất câm lặng là một tác phẩm đáng kinh ngạc. Diễn xuất tuyệt vời, nhưng điểm nhất chính là sự im lặng, và cách nó mở rộng tầm mắt bạn mà ít bộ phim nào làm được". Nick Allen của RogerEbert.com đánh giá Vùng đất câm lặng rằng "Krasninski đã tạo ra sự đột phá nhờ việc kiêm nhiệm những vai trò cho bộ phim [Đạo diễn, diễn viên chính, biên kịch], nhưng đã lâu rồi... Không phải ngẫu nhiên, anh ấy đã hoàn thành tốt thể loại kinh dị bằng một sức mạnh độc nhất có thể nhìn thấy trong suốt vai diễn, và một trong những điều đó đã khiến anh ấy trở thành một diễn viên đáng tin cậy trên TV và trong một bộ phim—im lặng mà ý nghĩa. Peter Bradshaw của tờ The Guardian cho bộ phim 5/5 sao và viết: "Đơn giản và mãnh liệt, đây là một bộ phim cho ta cảm giác như thể nó đã được thực hiện cách đây hàng thập kỷ, trong thời đại của Planet of the Apes hay The Omega Man. Nó là một bộ phim kinh dị đơn giản nhưng hiệu quả mà không phụ thuộc quá nhiều vào tạo hình của những con quái vật."

### Giải thưởng
| Giải thưởng                               | Ngày trao giải       | Hạng mục                                  | Đề cử cho                                                        | Kết quả   | Nguồn  |
| ----------------------------------------- | -------------------- | ----------------------------------------- | ---------------------------------------------------------------- | --------- | ------ |
| Giải Oscar                                | 24 tháng 2 năm 2019  | Biên tập âm thanh xuất sắc nhất           | Erik Aadahl và Ethan Van der Ryn                                 | Đề cử     | [ 80 ] |
| Giải thưởng Viện phim Mỹ                  | 4 tháng 1 năm 2019   | Top 10 phim của năm                       | Vùng đất câm lặng                                                | Đoạt giải | [ 81 ] |
| Giải BAFTA                                | 10 tháng 2 năm 2019  | Âm thanh xuất sắc nhất                    | Erik Aadahl, Michael Barosky, Brandon Procter, Ethan Van der Ryn | Đề cử     | [ 82 ] |
| Critics' Choice Movie Awards              | 23 tháng 1 năm 2019  | Phim khoa học viễn tưởng/kinh dị hay nhất | Vùng đất câm lặng                                                | Đoạt giải | [ 83 ] |
| Critics' Choice Movie Awards              | 23 tháng 1 năm 2019  | Kịch bản gốc hay nhất                     | John Krasinski, Scott Beck và Bryan Woods                        | Đề cử     | [ 83 ] |
| Critics' Choice Movie Awards              | 23 tháng 1 năm 2019  | Diễn viên trẻ xuất sắc nhất               | Millicent Simmonds                                               | Đề cử     | [ 83 ] |
| Giải Quả cầu vàng                         | 6 tháng 1 năm 2019   | Nhạc phim hay nhất                        | Marco Beltrami                                                   | Đề cử     | [ 84 ] |
| Giải thưởng Phim Hollywood                | 4 tháng 11 năm 2018  | Âm thanh xuất sắc nhất                    | Erik Aadahl, Ethan Van der Ryn và Brandon Proctor                | Đoạt giải | [ 85 ] |
| Motion Picture Sound Editors              | 17 tháng 2 năm 2019  | Nhạc nền                                  | Vùng đất câm lặng                                                | Đề cử     | [ 86 ] |
| Motion Picture Sound Editors              | 17 tháng 2 năm 2019  | Hội thoại/ADR                             | Vùng đất câm lặng                                                | Đề cử     | [ 86 ] |
| Motion Picture Sound Editors              | 17 tháng 2 năm 2019  | Hiệu ứng/Foley                            | Vùng đất câm lặng                                                | Đoạt giải | [ 86 ] |
| Giải Điện ảnh của MTV                     | 16 tháng 6 năm 2018  | Phim đáng sợ nhất                         | Emily Blunt                                                      | Đề cử     | [ 87 ] |
| Ủy ban Quốc gia về Phê bình Điện ảnh      | 8 tháng 1 năm 2019   | Top Mười Phim                             | Vùng đất câm lặng                                                | Đoạt giải | [ 88 ] |
| People's Choice Awards                    | 11 tháng 11 năm 2018 | Phim của năm                              | Vùng đất câm lặng                                                | Đề cử     | [ 89 ] |
| People's Choice Awards                    | 11 tháng 11 năm 2018 | Phim chính kịch của năm                   | Vùng đất câm lặng                                                | Đề cử     | [ 89 ] |
| People's Choice Awards                    | 11 tháng 11 năm 2018 | Diễn viên chính kịch của năm              | Emily Blunt                                                      | Đề cử     | [ 89 ] |
| People's Choice Awards                    | 11 tháng 11 năm 2018 | Diễn viên chính kịch của năm              | John Krasinski                                                   | Đề cử     | [ 89 ] |
| Giải thưởng Hiệp hội Nhà sản xuất Hoa Kỳ  | 19 tháng 1 năm 2019  | Phim chiếu rạp hay nhất                   | Vùng đất câm lặng                                                | Đề cử     | [ 90 ] |
| Cộng đồng các nhà phê bình phim San Diego | 9 tháng 12 năm 2018  | Phim hay nhất                             | Vùng đất câm lặng                                                | Đề cử     | [ 91 ] |
| Cộng đồng các nhà phê bình phim San Diego | 9 tháng 12 năm 2018  | Đạo diễn xuất sắc nhất                    | John Krasinski                                                   | Đề cử     | [ 91 ] |
| Cộng đồng các nhà phê bình phim San Diego | 9 tháng 12 năm 2018  | Biên tập xuất sắc nhất                    | Christopher Tellefsen                                            | Đề cử     | [ 91 ] |
| Cộng đồng các nhà phê bình phim San Diego | 9 tháng 12 năm 2018  | Kịch bản gốc hay nhất                     | John Krasinski, Scott Beck và Bryan Woods                        | Đề cử     | [ 91 ] |
| Giải Satellite                            | 17 tháng 2 năm 2019  | Kịch bản gốc hay nhất                     | John Krasinski, Scott Beck và Bryan Woods                        | Đề cử     | [ 92 ] |
| Giải Satellite                            | 17 tháng 2 năm 2019  | Biên tập âm hay nhất                      | Vùng đất câm lặng                                                | Đoạt giải | [ 92 ] |
| Giải Sao Thổ                              | 13 tháng 9 năm 2019  | Phim kinh dị hay nhất                     | Vùng đất câm lặng                                                | Đoạt giải | [ 93 ] |
| Giải Sao Thổ                              | 13 tháng 9 năm 2019  | Diễn viên trẻ xuất sắc nhất               | Millicent Simmonds                                               | Đề cử     | [ 93 ] |
| Giải Sao Thổ                              | 13 tháng 9 năm 2019  | Kịch bản hay nhất                         | John Krasinski, Scott Beck, và Bryan Woods                       | Đoạt giải | [ 93 ] |
| Giải Sao Thổ                              | 13 tháng 9 năm 2019  | Dựng phim xuất sắc nhất                   | Christopher Tellefsen                                            | Đề cử     | [ 93 ] |
| Giải Sao Thổ                              | 13 tháng 9 năm 2019  | Hiệu ứng hình ảnh xuất sắc nhất           | Vùng đất câm lặng                                                | Đề cử     | [ 93 ] |
| Giải SAG                                  | 27 tháng 1 năm 2019  | Nữ diễn viên phụ xuất sắc nhất            | Emily Blunt                                                      | Đoạt giải | [ 94 ] |
| Teen Choice Awards                        | 12 tháng 8 năm 2018  | Lựa chọn: Phim chính kịch                 | Vùng đất câm lặng                                                | Đề cử     | [ 95 ] |
| Giải thưởng của Hiệp hội biên kịch Mỹ     | 17 tháng 2 năm 2019  | Kịch bản gốc xuất sắc nhất                | John Krasinski, Scott Beck, và Bryan Woods                       | Đề cử     | [ 96 ] |

## Bình luận và chủ đề
Nói về những khía cạnh chính trị và xã hội của bộ phim, Krasinski cho biết, "Lời khen tuyệt nhất mà một bộ phim nhận được, chính là nó tạo ra những cuộc tranh luận. Việc mọi người ra khỏi rạp và nói về những thứ trong phim thật là thú vị, điều đó thật sự rất tuyệt vời". Krasinski không lớn lên cùng dòng phim kinh dị và nói rằng những bộ phim trước đó của thể loại này như là Sát nhân trong bóng tối (2016) và Trốn thoát (2017) - những tác phẩm khiến người khác phải bàn về chúng - là một phần trong nghiên cứu của anh. Ngoài việc coi bộ phim là phép ẩn dụ cho tư cách làm phụ huynh, anh so sánh tiền đề của bộ phim với chính trường Mỹ năm 2018, "Tôi nghĩ trong bối cảnh chính trị của chúng ta, đây là điều đang diễn ra: Bạn có thể nhắm mắt lại và vùi đầu vào trong cát, hoặc bạn có thể tham gia vào những gì đang diễn ra". Anh còn lấy tác phẩm Hàm cá mập (1975) làm nguồn cảm hứng, trong đó nhân vật chính rời New York đến một hòn đảo để tránh những tình huống đáng sợ, chỉ để chạm trán một tình huống tương tự khi lũ cá mập bắt đầu tấn công con người.
Matthew Monagle của Film School Rejects nói Vùng đất câm lặng có lẽ là "tác phẩm dẫn đầu trong cuộc đua phim kinh dị trí tuệ vốn ít ỏi của năm", như Sách ma (2014) và The Witch (2015). Monagle nhận định rằng Krasinski, người từng đạo diễn hai bộ phim trước đó, đã tạo nên "một bước ngoặt lạ thường trong một dòng phim thường chỉ dành cho người mới", và coi tác phẩm là một phần trong phong trào phim kinh dị sử dụng "cốt truyện đa tầng, và nhịp nhân vật không thường thấy trong một bộ phim kinh dị". Tatiana Tenreyro, viết cho tờ Bustle, nói rằng Vùng đất câm lặng không phải là một bộ phim câm, "Đây là bộ phim độc nhất trong thể loại kinh dị đương đại với rất ít các cuộc hội thoại". Tenreyro nói những khoảnh khắc nói chuyện hiếm có "mang đến chiều sâu cho bộ phim, cho thấy rõ nét hơn sự khác biệt giữa câu chuyện và những bộ phim truyền thống". Giám mục Công giáo La Mã Robert Barron ngạc nhiên bởi thứ ông thấy là yếu tố tôn giáo rõ ràng trong bộ phim. Ông liên hệ cuộc sống nguyên sơ, im lặng của gia đình với lối sống của tu sĩ, đồng thời ca ngợi tình yêu quên mình của họ. Barron cũng cho rằng sự lựa chọn của cặp vợ chồng, việc cô Abbott mạo hiểm mọi thứ để hạ sinh, và người chồng hy sinh bản thân để những đứa con của anh được sống, đều là biểu hiện cao quý nhất của tình yêu của cha mẹ. Sonny Bunch của tờ The Washington Post cũng nói về thông điệp trân trọng mạng sống này.
Krasinski đón nhận đứa con thứ hai trước khi sản xuất bộ phim và bày tỏ trong một cuộc phỏng vấn: "Tôi luôn trong tình trạng hoảng sợ vì nghĩ rằng liệu mình có phải là một người cha đủ tốt hay không", và nói thêm rằng ý nghĩa việc làm cha đối với anh đã thay đổi sau khi tưởng tượng mình là một người cha trong một thế giới đáng sợ, vật lộn chỉ để cho con mình được sống. Krasinski nói với,CBS News rằng "Nỗi sợ chỉ là thứ yếu đối với sức mạnh của câu chuyện, một ẩn dụ cho bậc làm cha mẹ. Với tôi, tất cả đều là về tư cách làm cha mẹ".
Richard Brody, viết cho tờ The New Yorker, chỉ trích Vùng đất câm lặng vì chứa đựng thứ ông coi là yếu tố bảo thủ và ủng hộ súng đạn trong bộ phim. Ông mô tả nó là "đối lập với Get Out" và "cả hai đều thoái bộ một cách vô ý và rõ ràng" đồng thời cho rằng tác phẩm mang lại "yếu tố lý tưởng của văn hóa súng đạn trong khi kịch tính hóa những hệ quả thảm khốc mà cuối cùng che đi lý tưởng ấy". Krasinski trả lời nhận xét của Brody trong một bài phỏng vấn với tạp chí Esquire, rằng anh không có ý định đưa thông điệp chính trị nào vào bộ phim. Krasinski nói, "Tôi chưa bao giờ nghĩ về nó như thế cho đến khi nó được nhắc đến. [Bộ phim] không nói về việc giữ im lặng hay chính trị gì cả... Toàn bộ thông điệp của tôi là về đấng sinh thành".

## Phần tiếp theo
Vùng đất câm lặng: Phần II là phần phim nối tiếp của Vùng đất câm lặng. Bộ phim được biên kịch và đạo diễn bởi Krasinski, với sự tham gia của Blunt, Simmonds, Jupe, Cillian Murphy cùng Djimon Hounsou. Quá trình sản xuất diễn ra tại phía tây New York từ tháng 6 đến tháng 9 năm 2019. Paramount Pictures dự kiến khởi chiếu Vùng đất câm lặng: Phần II vào ngày 20 tháng 3 năm 2020, tuy nhiên đã phải hủy bỏ do đại dịch COVID-19. Vào tháng 7 năm 2020, tác phẩm bị trì hoãn đến tháng 4 năm 2021, sau đó lại tiếp tục hoãn chiếu đến tháng 9 năm 2021 vào tháng 1 năm 2021, trước khi dời đến ngày 28 tháng 5 năm 2021. Ngoài ra, phim cũng sẽ được chiếu trên Paramount+ khi đủ 45 ngày ra rạp.